# زورقاناوية
الزورقاناوية (الاسم العلمي: Cymbidieae) هي قبيلة من النباتات تتبع الفصيلة السحلبية من رتبة الهليونيات.

## تحت قبائل الزورقاناوية
- الزورقانينة
  - الزورقان
- Catasetinae
- Coeliopsidinae
- Cyrtopodiinae
- Eriopsidinae
- Eulophiinae
- Maxillariinae
- Oncidiinae
- Stanhopeinae
- Vargasiellinae
- Zygopetalinae